# Linzer Autobahn
Die Linzer Autobahn A 26 (auch als Linzer Westring bezeichnet) ist eine teilweise fertiggestellte und in größten Teilen in Planung befindliche Autobahn in Österreich. Sie wird derzeit von der ASFINAG geplant und soll die bestehende Mühlkreis Autobahn (A 7) und die Straßen im Linzer Stadtgebiet, vor allem die Nibelungenbrücke, den Römerbergtunnel und die Kapuzinerstraße/Hopfengasse/Sandgasse/Kellergasse/Waldeggstraße, entlasten. Ihre Länge wird 4,7 km (davon 4 km Tunnel) betragen.
Stand November 2024 wurden die Donautalbrücke mit den Tunnelportalen Donau-Nord und Donau-Süd sowie der Abschnitt vom Knoten Hummelhof bis zur Westbrücke, welcher derzeit als Autobahnzubringer zur A 7 dient, fertiggestellt und für den Verkehr freigegeben. Der Tunnel Freinberg, die Unterflurtrasse Waldegg als auch der Neubau der Westbrücke sollen in den Jahren 2026–2035 erfolgen.
Die Gesamtkosten sollten ursprünglich ca. 668 Mio. Euro betragen (85 Prozent trägt die ASFINAG, zehn Prozent das Land Oberösterreich und fünf Prozent die Stadt Linz), die aktuelle Schätzung aus dem Juni 2023 liegt bei 1,18 Mrd. Euro. Die Vorarbeiten starteten im Sommer 2017, der Bau wurde im Dezember 2018 begonnen und wird in drei Phasen erfolgen. Die komplette Verkehrsfreigabe sollte ursprünglich 2031 erfolgen, wurde aber im Juni 2023 auf 2035 verschoben.
Bis zur Novelle des Bundesstraßengesetzes 2003, in der der Linzer Westring als „A 26 Linzer Autobahn“ festgeschrieben wurde, trug die heutige Welser Autobahn (A 25) den Namen „Linzer Autobahn“.

## Trasse

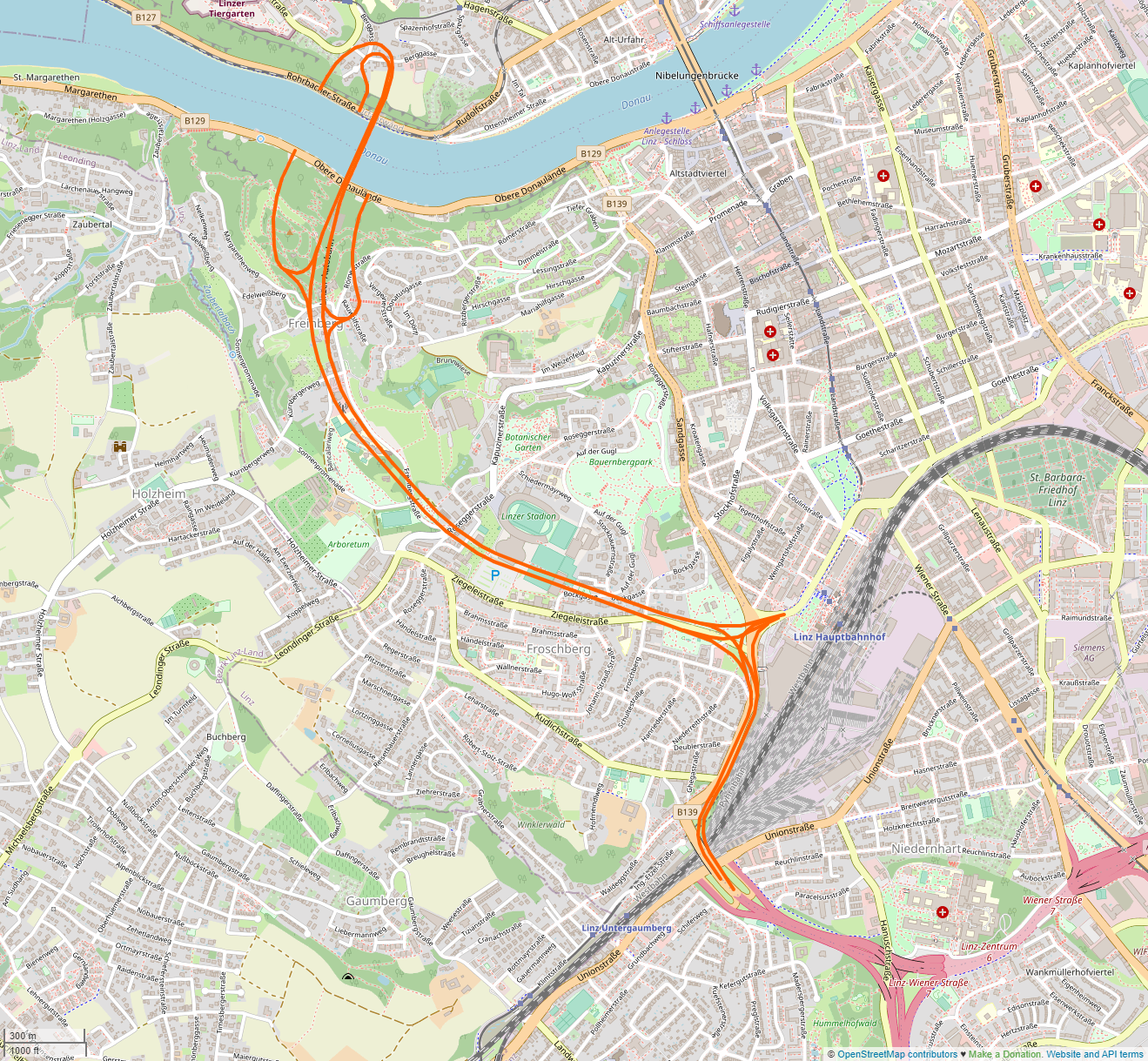
Karte der A 26 Linzer Autobahn (Karte von Openstreetmap)

Die Trasse beginnt im Süden an der bestehenden Westbrücke (die dem Verlauf angepasst neu errichtet wird) als Anschluss an die A 7 beim Knoten Hummelhof. Als Unterflurtrasse verläuft die Autobahn bis zum Hauptbahnhof, von wo aus sie im 3 km langen Freinbergtunnel bis zur Donau führt und über die Donautalbrücke zur Anschlussstelle Donau-Nord. Der Tunnel soll zweiröhrig mit Pannenstreifen gebaut werden.

## Bauphasen

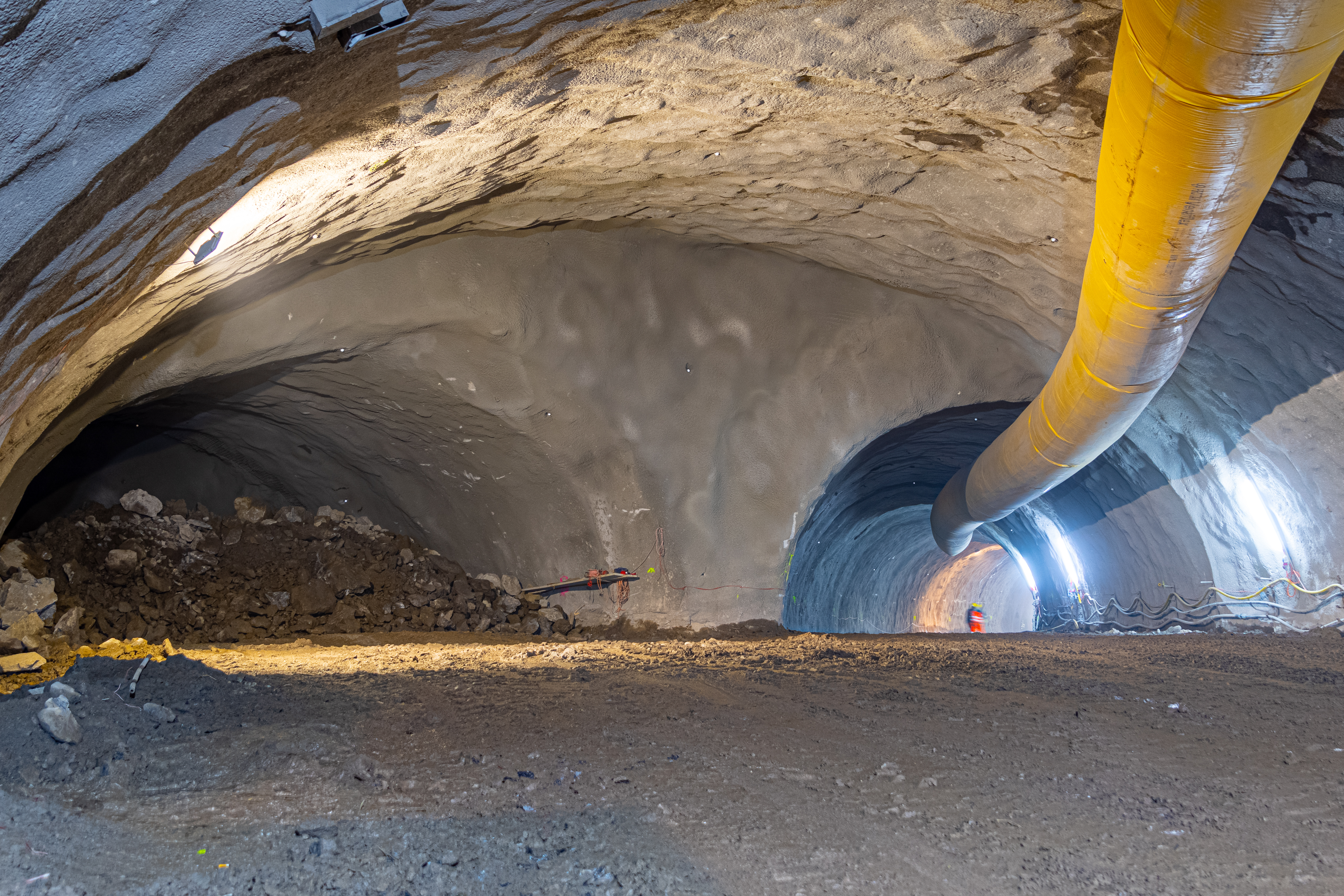
Tunnelvortrieb Freinberg zur Donaubrücke (Februar 2021)

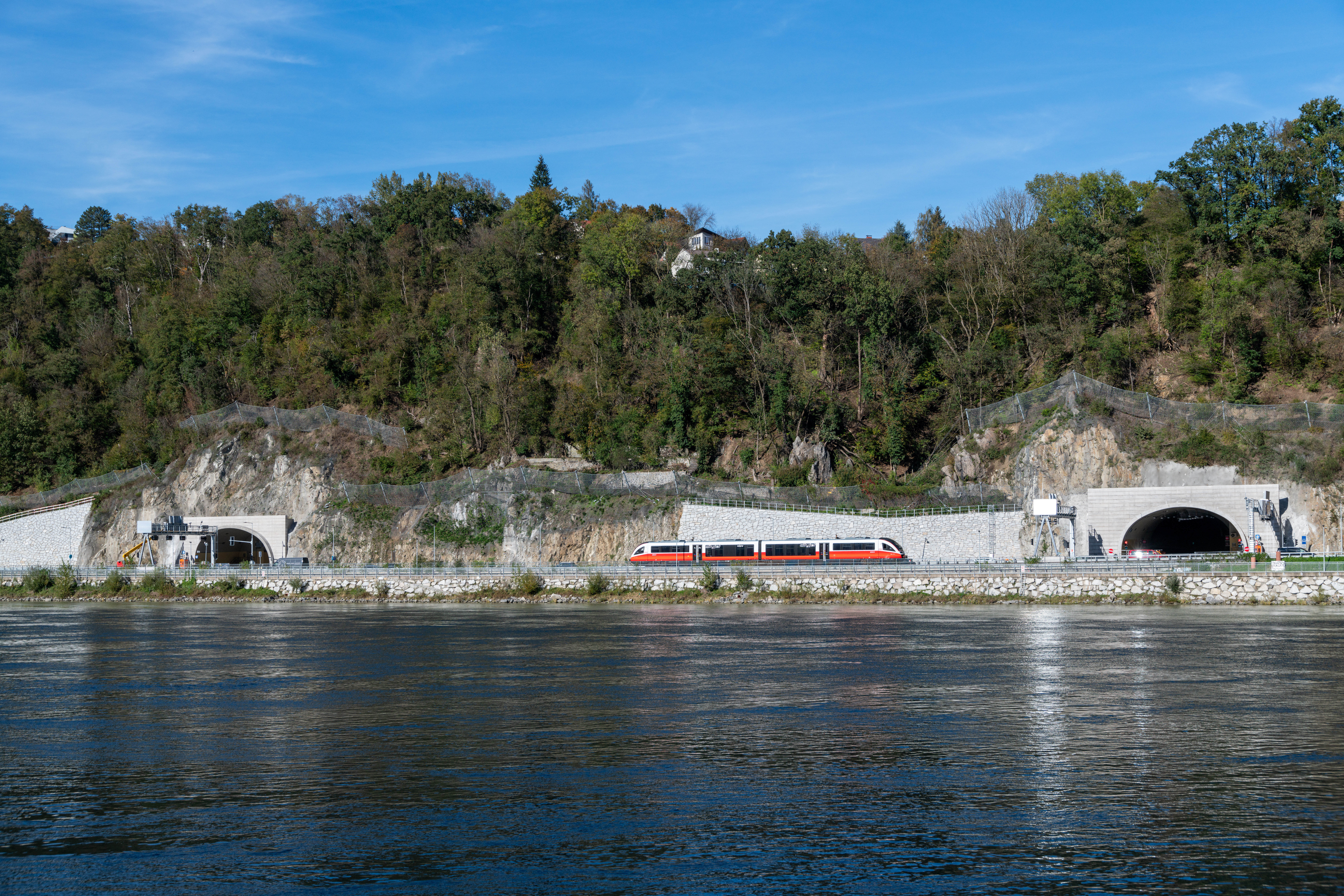
Tunnelportale an der B127 (2024)

Der Bau der Autobahn soll in drei Phasen ablaufen:
1. Donaubrücke (Verkehrsfreigabe 15. November 2024)
2. Freinbergtunnel (mit Anschluss Kärntner Straße/Hauptbahnhof) und Unterflurtrasse Waldeggstraße
3. Neubau der Westbrücke und Lückenschließung zur Mühlkreis Autobahn (A7)

Die erste Bauphase beinhaltet die 4. Donauquerung in Linz, die sich über 325 Meter zwischen dem Freinberg und dem Naturschutzgebiet Urfahrwänd erstreckt. Auf beiden Seiten mündet die Brücke direkt in einen Tunnel ein.
Die zweite Bauphase beinhaltet den 3,2 Kilometer langen Freinbergtunnel von der Donau bis zum Hauptbahnhof sowie die Unterflurtrasse (in offener Bauweise errichtet) anstelle der heutigen Waldeggstraße. In der dritten Bauphase soll die Westbrücke über die Westbahn mit Anschluss an die A 7 Mühlkreis Autobahn und die Anschlussstelle Unionstraße neu errichtet werden.
Der Zeitplan für die Bauphasen ist nach mehreren Korrekturen der Bauphasen laut ASFINAG wie folgt:
- Vorarbeiten für die Donaubrücke: 07/2015 bis 12/2018
- Donaubrücke: 01/2019 bis 10/2024
- Freinbergtunnel: 03/2026 bis 12/2032
- Neubau der Westbrücke und Lückenschließung zur Mühlkreis Autobahn: 03/2033 bis 12/2035

Im Dezember 2014 wurde die Umweltverträglichkeitsprüfung abgeschlossen und ein positiver Bescheid ausgestellt.

### Mautbefreiung während der Bauzeit
Im Jahr 2019 wurde eine Änderung des Bundesstraßen-Mautgesetzes beschlossen, wonach bis zur Verkehrsfreigabe der Verbindung zur Mühlkreis Autobahn die übrigen Teile der Linzer Autobahn (Donaubrücke, Freinbergtunnel) von der Vignettenpflicht befreit sein werden.

## Auswirkungen auf das Stadtgebiet
Von der Landesregierung wird eine Entlastung des Linzer Stadtgebietes, insbesondere der Innenstadt, als Folge des Projektes behauptet. Eine Untersuchung im Auftrag des Magistrats Linz stellte fest, dass sich Entlastungen auf die Waldeggstraße und die Donaulände beschränken, während im übrigen Stadtgebiet Verkehrszunahmen zwischen 131 % (Blumauerstraße) über 28 % (Goethestraße) bis 16 % (Gruberstraße) zu erwarten sind.
Laut dem ehemals zuständigen Landesrat Franz Hiesl würde der Westring dazu beitragen, dass die Luftgüte in Linz verbessert würde. Eine Untersuchung des Umweltbundesamtes im Zuge der Umweltverträglichkeitsprüfung stellte fest, dass durch den Westring in innerstädtischen Gebieten die Schadstoffgrenzwerte so weit überschritten werden würden, dass es gemäß gesetzlichen Kriterien an diesen Stellen weder Wohnunterkünfte noch einen Zugang der Öffentlichkeit geben dürfe.
Das Umweltbundesamt führte außerdem an:
- Das geplante Vorhaben steht somit in seinen Auswirkungen der Zielerreichung des Kyoto-Protokolls und auch weiterer, verbindlicher Emissionsreduktionsziele wie dem Emissionshöchstmengengesetz-Luft deutlich entgegen.
- Der berechnete Wert der Zeiteinsparung im Jahr 2025 ist daher nicht nachvollziehbar. (…) Geht man daher für das Jahr 2025 von keiner Zeiteinsparung durch das Vorhaben aus, beträgt das Nutzen-Kosten-Verhältnis der geplanten Investition max. 0,60 und unterschreitet somit die Grenze der Realisierungswürdigkeit. Laut Angaben in den Unterlagen (S. 12) ist ein Projekt gesamtwirtschaftlich realisierungswürdig, sobald das Nutzen-Kosten-Verhältnis >1 ist.
- Weiters ist nicht nachvollziehbar, warum statt der Gesamtemissionen des Vorhabens nur lokale Immissionen für die Kostenberechnung herangezogen werden.
- Durch die Maßnahmen „Tempo 60“ und „Lärmschutzwand“ wird laut Angaben in den Unterlagen die Irrelevanzschwelle für NO2 und PM10 bei den nächsten Anrainern nicht mehr überschritten. Unbeschadet dessen zeigen jedoch die Modellrechnungen betreffend PM10 bzw. NO2 für das Jahr 2012 bzw. 2015 und darüber hinaus, wie auch in der Nullvariante, Überschreitungen der Grenzwerte.

## Geschichte
Der Westring wurde 1972 durch den Verkehrsplaner Kurt Leibbrand zwischen der Anschlussstelle Donau-Nord durch Urfahr bis St. Margarethen projektiert.
1983 wurde der Standort der Donauquerung im Bundesstraßengesetz festgelegt, das Bauvorhaben scheiterte am Widerstand der Bevölkerung. 2002 wurde der Westring in seiner seit 2000 geplanten Form in das Bundesstraßengesetz aufgenommen, 2008 wurde die Umweltverträglichkeitsprüfung begonnen. Damals war zusätzlich zur heute projektierten Strecke ein 2,8 Kilometer langer Pöstlingbergtunnel vorgesehen, der die Trasse nach Heilham weiterführen und nordwestlich der VÖEST-Brücke an einem im Bereich des Pro-Kauflandes zu errichtenden Knoten Urfahr wieder in die A 7 münden sollte.
2010 stufte das Infrastrukturministerium das Projekt zurück und forderte eine Umsetzung als Landesstraße. Nach Gesprächen zwischen Bund, Land Oberösterreich und Stadt Linz einigte man sich im Jänner 2011 auf einen Kompromiss, wonach nur der Südteil vom Knoten Hummelhof bis zur Donau und die Donaubrücke gebaut wird, nicht jedoch der Nordteil mit dem Pöstlingbergtunnel. Die damit verbundene Änderung des Straßenverlaufs wurde im Juli 2011 in das Bundesstraßengesetz aufgenommen.
Der „Spatenstich“ fand im Wahlkampfjahr 2015 am 5. Juli auf dem Linzer Hauptplatz statt, bevor eine gültige Baubewilligung vorlag. Die als großes Fest ausgelegte Feier war aber nur wenig besucht und die Kosten von über 250.000 Euro, getragen von der Asfinag, wurden stark kritisiert.

## Politische Kontroversen
Der Bau des Linzer Westrings wird von mehreren Bürgerinitiativen, den Linzer Grünen, der KPÖ und anderen Organisationen vor allem aus Umweltgründen kritisiert, während das Vorhaben von der ÖVP, der SPÖ, der FPÖ und in den Bereichen, in denen es besteht, dem BZÖ befürwortet wird.
Die Gegner des Projekts kritisieren u. a. die Kosten des Bauvorhabens, das durch den Westring gesteigerte Verkehrsaufkommen sowie die Informationspraktiken des Landes.